# Castelo de Bouvées

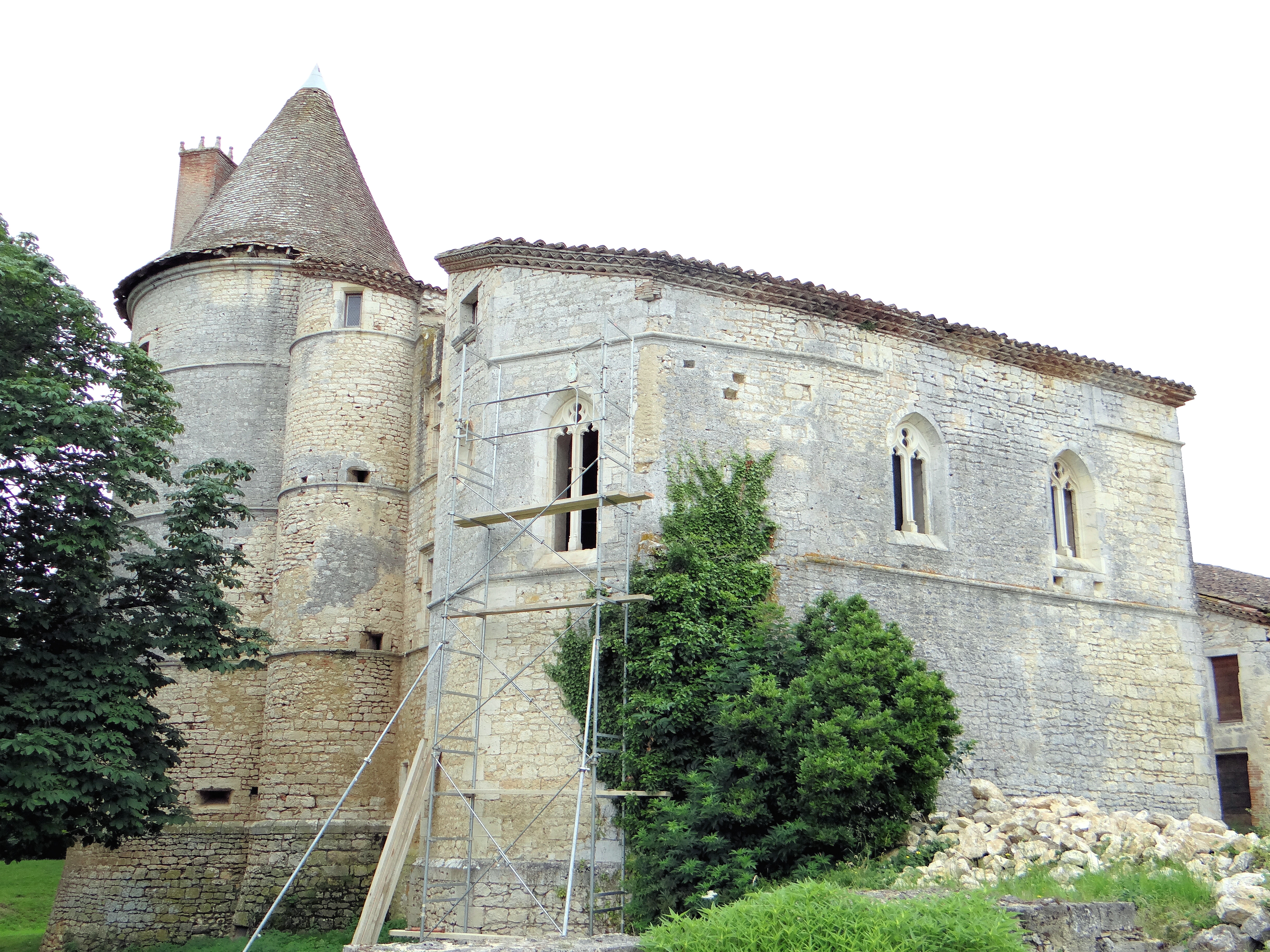
Castelo de Bouvées

O Castelo de Bouvées é um castelo em ruínas na comuna de Labrihe, no departamento de Gers, na França.
O castelo foi construído entre 1530 e 1560 pelo Monseigneur de Saint-Julien, Bispo de Aire-sur-Adour, sobre as ruínas de uma estrutura anterior. Na época da Revolução Francesa, foi vendido como um bem nacional.
O castelo é propriedade privada. Ele está listado desde 1990 como um monumento histórico pelo Ministério da Cultura da França.